# Jiří Kopunec
Jiří Kopunec (* 22. srpna 1976) je bývalý český fotbalový útočník a mládežnický reprezentant České republiky. Žije v Brně.

## Hráčská kariéra

### Reprezentace
Třikrát nastoupil v reprezentačním mužstvu České republiky do 17 let. Poprvé oblékl reprezentační dres 19. ledna 1994 v italské Cervii proti domácím (prohra 1:3), naposled 17. května téhož roku ve slovinském Šmartnu proti reprezentaci Slovinska (prohra 0:1).

### První liga
V nejvyšší soutěži ČR nastoupil v 5 utkáních za Zbrojovku Brno (FC Stavo Artikel Brno), aniž by skóroval.
- Debut: 29. listopadu 1999, SK Slavia Praha – FC Stavo Artikel Brno 3:1[3]
- Poslední start: 14. května 2000, FK Chmel Blšany – FC Stavo Artikel Brno 1:0[3][4]

### Druhá liga
Ve druhé lize hrál za SK Tatran Poštorná, FK HK Přerov, SK LeRK Prostějov, FC Group Dolní Kounice a FC Bohemians Praha. Zasáhl do 35 zápasů a dal pět gólů.

### Nižší soutěže
V Moravskoslezské fotbalové lize nastupoval za brněnské B-mužstvo, FC Zeman Brno, FC VMG Kyjov, Poštornou a SK Hanácká Slavia Kroměříž. V sezonách 2004/05 a 2005/06 hrál Přebor Zlínského kraje za SK Spartak Hulín, tamtéž nastupoval i v diviziním ročníku 2006/07. Dále hrál za Tatran Kohoutovice (I. A třída Jihomoravského kraje 2007/08 a podzim 2008), rakouský Pottenbrunn SKVg (jaro 2009 a podzim 2009), ČAFC Židenice Brno (jaro 2010), SK Slavkov u Brna (2010–2013), TJ Šaratice (2013–2017). Od sezony 2017/18 je hráčem Slavkova v I. B třídě Jihomoravského kraje.

### Ligová bilance
| Ročník                              | Zápasy | Góly | Minuty | Klub                       |
| ----------------------------------- | ------ | ---- | ------ | -------------------------- |
| MSFL 1994/95                        | –      | 1    | –      | FC Boby Brno „B“           |
| MSFL 1995/96                        | –      | 4    | –      | FC Boby Brno „B“           |
| MSFL 1996/97                        | –      | 6    | –      | FC Boby Brno „B“           |
| II. liga 1996/97                    | 3      | 0    | –      | FC Tatran Poštorná         |
| II. liga 1997/98                    | 10     | 0    | –      | FK HK Přerov               |
| MSFL 1997/98                        | –      | 3    | –      | FC Zeman Brno              |
| MSFL 1998/99                        | –      | 0    | –      | FC Boby Brno „B“           |
| II. liga 1998/99                    | 3      | 0    | –      | SK LeRK Prostějov          |
| MSFL 1999/00                        | –      | 8    | –      | FC Stavo Artikel Brno „B“  |
| I. liga 1999/00                     | 5      | 0    | 66     | FC Stavo Artikel Brno      |
| MSFL 2000/01                        | –      | 2    | –      | FC Stavo Artikel Brno „B“  |
| MSFL 2000/01                        | –      | 1    | –      | FC VMG Kyjov               |
| MSFL 2000/01                        | –      | 1    | –      | SK Tatran Poštorná         |
| MSFL 2001/02                        | –      | 4    | –      | FC Group Dolní Kounice     |
| II. liga 2002/03                    | 17     | 5    | –      | FC Group Dolní Kounice     |
| MSFL 2003/04                        | –      | 5    | –      | FC Group Dolní Kounice     |
| II. liga 2003/04                    | 2      | 0    | –      | FC Bohemians Praha         |
| MSFL 2003/04                        | –      | 0    | –      | SK Hanácká Slavia Kroměříž |
| CELKEM I. LIGA (1999–2000)          | 5      | 0    | 66     |                            |
| CELKEM II. LIGA (1997–2003)         | 35     | 5    | –      |                            |
| CELKEM III. LIGA – MSFL (1995–2004) | –      | 35   | –      |                            |